# Dallas Buyers Club
Dallas Buyers Club (titulada en Hispanoamérica como El club de los Desahuciados) es una película biográfica estadounidense de 2013 dirigida por Jean-Marc Vallée y protagonizada por Matthew McConaughey, Jared Leto, Jennifer Garner y Steve Zahn. La cinta está basada en la vida de Ron Woodroof, quien en 1992 fue objeto de un extenso reportaje escrito por el periodista Bill Minutaglio para The Dallas Morning News. Debutó en el Festival de Cine de Toronto el 7 de septiembre de 2013 y llegó a los cines estadounidenses el 1 de noviembre del mismo año.

## Trama
En la ciudad de Dallas en 1985, al vaquero Ron Woodroof (Matthew McConaughey) se le diagnostica VIH y se le informa que le quedan treinta días de vida. Inicialmente se niega a aceptar el diagnóstico, pero después recuerda que tuvo sexo sin protección con una prostituta que se drogaba por vía intravenosa. Woodroof enseguida empieza a ser criticado por su familia y amigos, es despedido de su trabajo y finalmente es desahuciado de su propia casa. En el hospital lo atiende la doctora Eve Saks (Jennifer Garner), que le cuenta que se está probando un medicamento llamado zidovudina (AZT), un antirretroviral que se cree que podría prolongar la vida de los pacientes con VIH, y que es la única droga que la Administración de Alimentos y Medicamentos (FDA) permite que se pruebe con humanos. Saks le explica que en los ensayos clínicos la mitad de los pacientes reciben zidovudina y la otra mitad placebo, ya que esa es la única manera de determinar si la droga funciona.
Woodroof soborna a un trabajador del hospital para que le de AZT. Tan pronto como empieza a tomarla, nota cómo su salud se deteriora, además de por su consumo de cocaína y alcohol. Cuando vuelve al hospital conoce a Rayon (Jared Leto), una transgénero y drogadicta con VIH con la que se muestra hostil. Cuando ve que su salud empeora, conduce hasta México para conseguir más AZT. El doctor Vass, a quien se le ha retirado su licencia médica estadounidense, le cuenta que el AZT es "venenoso" y que "mata a cada célula con la que entra en contacto". Para sustituirlo, le receta suplementos alimenticios (vitaminas), Zalcitabina y péptido T, que no están aprobados en Estados Unidos. Tres meses después, Woodroof se encuentra con que su salud ha mejorado mucho. Se le ocurre que podría hacer dinero importando las drogas y vendiéndoselas a otros pacientes con VIH. Debido a que las drogas no son ilegales, es capaz de traspasar la frontera con ellas disfrazado de cura y jurando que son para consumo propio, ya que les miente a los oficiales de aduanas diciéndoles que padece de cáncer. Mientras tanto, la doctora Saks empieza a darse cuenta de los efectos negativos del AZT, pero su supervisor, el doctor Sevard (Denis O´Hare), la obliga a seguir administrándola.
Woodroof empieza a vender los medicamentos en la calle. Vuelve a contactar con Rayon, y, muy a su pesar, empiezan a compartir el negocio ya que ella puede aportar más clientes. Los dos socios fundan el "Dallas Buyers Club" ("Club de Compradores de Dallas"), y cobran 400 dólares al mes por ser miembro. El club resulta ser un éxito rotundo, basándose en los cientos de personas que acuden en busca de cura para su mal. Woodroof empieza a respetar a Rayon y hasta a verle como una amiga. Cuando Woodroof sufre un ataque al corazón causado por una dosis recientemente adquirida de interferón, Sevard se entera de la existencia del club y de las medicinas alternativas y se enfada porque el vaquero ha interrumpido su ensayo. A la vez, Richard Barkley (Michael O´Neill) de la FDA confisca el interferón y amenaza con detener a Woodroof. Saks está de acuerdo en que hay ciertos beneficios para el VIH en la existencia de los clubes de compradores de medicinas (existen varios en todo el país), pero no se siente con poder de cambiar nada. Los procedimientos que la FDA usa para investigar, probar y aprobar los medicamentos resulta tener defectos por los problemas que presentan los afectados por el VIH. Saks y Woodroof empiezan una amistad.
Barkley consigue que la policía haga una redada en el Buyers Club, pero no consigue más que una multa para Woodroof. En 1987, la FDA cambia sus regulaciones y todos los medicamentos que no son aprobados pasan automáticamente a ser ilegales. A medida que el club se queda sin recursos, Rayon, que es cocainómana, le pide dinero a su padre (con quien tiene una pésima relación) y le dice a Woodrof que ha vendido su seguro de vida para conseguir dinero. Woodrof viaja a México y consigue más péptido T. A su retorno, Ron se entera de que Rayon ha muerto después de que la llevaran al hospital. Saks también está muy disgustada por su muerte, y se le pide que dimita cuando el hospital se entera de que está derivando pacientes al Dallas Buyers Club. Ella se niega a obedecer e insiste en que debería ser despedida.
A medida que pasa el tiempo, Woodroof empieza a mostrar compasión por los miembros del club que son del colectivo LGTBQ y el dinero cada vez le preocupa menos; su prioridad es asegurarse de conseguir los medicamentos. El péptido T cada vez es más difícil de conseguir, y, en 1987, interpone una demanda contra la FDA. El vaquero busca el derecho legal a tomar la proteína, que ya se ha confirmado que no es tóxica pero aún no se ha aprobado. El juez muestra compasión y amonesta a la FDA, pero no dispone de la potestad legal para hacer nada más. Cuando termina la película, en la pantalla aparece un texto que explica que la FDA permitió con el tiempo que Woodroof tomara péptido T para uso personal, y que éste murió a causa del VIH en 1992, siete años después de lo que los médicos predijeron.

## Reparto
- Matthew McConaughey interpreta a Ron Woodroof, un paciente real de VIH que traspasó medicamentos ilegales hasta Texas cuando comprobó que eran efectivos y mejoraban su sintomatología. En una entrevista con CBS News en febrero de 2014, McConaughey dijo que escogió ese papel porque pensó que no se trataba de una historia cualquiera, era la historia de un "hombre salvaje". McCounaughey nació y creció en las afueras de Dallas, por lo que la cultura le era familiar. Además, pensó que el guion era «increíblemente humano, sin sentimentalismos». McCounaghey perdió casi 22 kilos para interpretar a Woodroof en el film.
- Jennifer Garner interpreta a la doctora Eve Sacks, que trata pacientes con VIH como Woodroof y Rayon. Después de leer el guion, explicó que «había oído acerca de eso, y había visto fotos de Matthew perdiendo peso. Realmente no podía imaginarme cómo iba a hacerlo, estando en casa tan tranquilamente».
- Jared Leto interpreta a Rayon, una mujer transgénero con VIH que ayuda a Woodroof. Para poder interpretar el papel de forma realista, Leto perdió 15 kilos, se afeitó las cejas y se depiló el cuerpo entero. Explicó que su representación se basaba en las personas transgénero que conoció mientras investigaba para el papel. También explicó que, cuando se mudó a Los Ángeles en 1991, tuvo un compañero de piso que murió de VIH. Trabajó en la voz de Rayon durante semanas, y se negó a abandonar el personaje durante el rodaje. Vallée, el director, declaró: «No conozco a Leto. Jared nunca me mostró a Jared».
- Denis O'Hare como el doctor Sevard.
- Steve Zahn como Tucker.
- Michael O'Neill como Richard Barkley.
- Dallas Roberts como David Wayne.
- Griffin Dunne como el doctor Vass.
- Kevin Rankin como T.J.
- Bradford Cox como "Sunflower", el amante de Rayon.
- Adam Dunn (cameo) como camarero.

## Producción

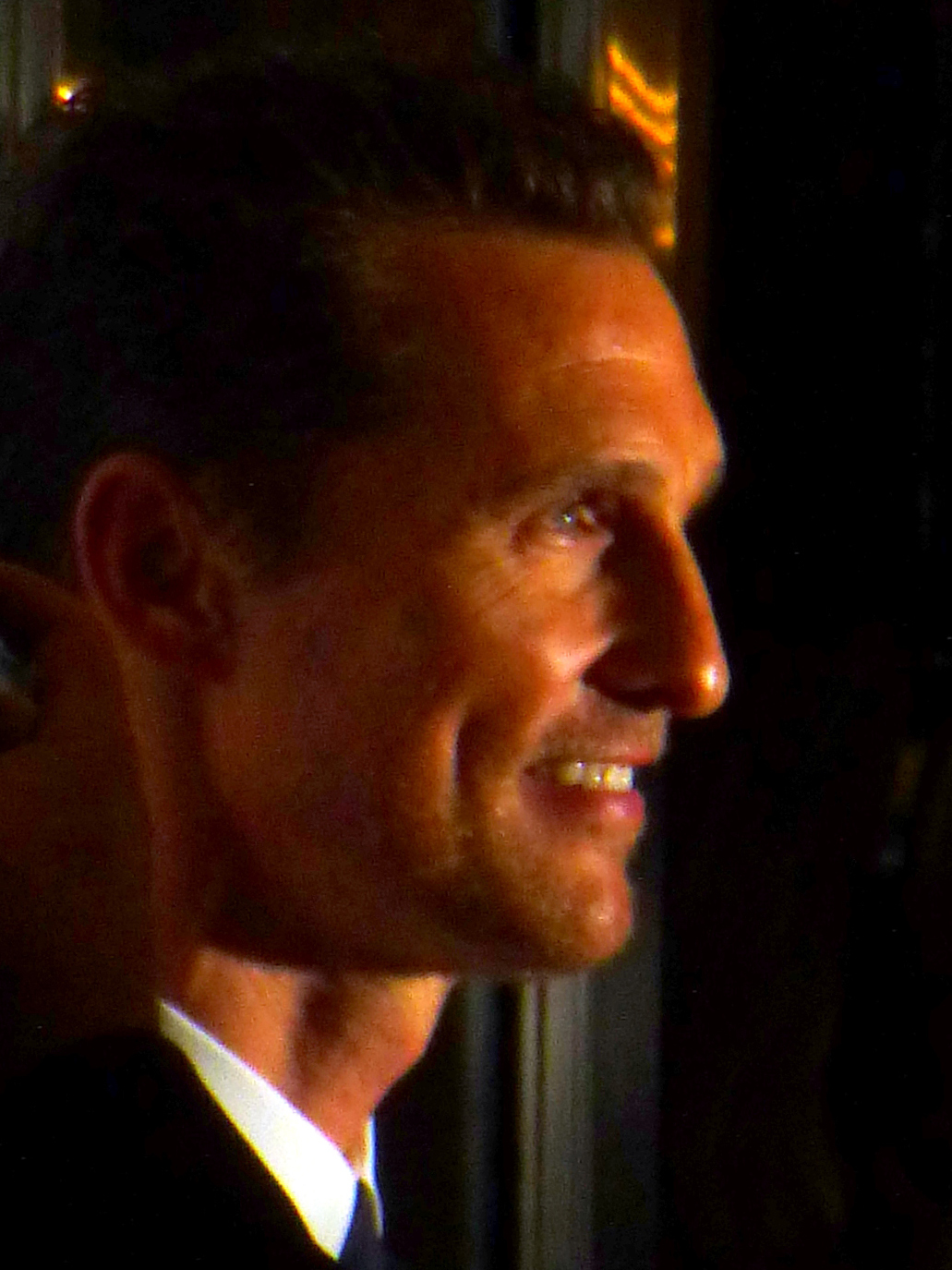
Matthew McConaughey en el estreno de Dallas Buyers Club en el Festival de Cine de Toronto.

Ron Woodroof fue objeto de un extenso reportaje en The Dallas Morning News redactado por el periodista y escritor Bill Minutaglio. Un mes antes del fallecimiento de Woodroof en septiembre de 1992, el guionista Craig Borten lo entrevistó para preparar el guion. Borten grabó varias horas de conversación con Woodroof y tuvo acceso a sus diarios personales. Borten escribió diez borradores diferentes para lo que él creía que se convertiría en una gran película. Atrajo a Dennis Hopper para dirigirla y a Woody Harrelson para protagonizarla, pero el proyecto no consiguió reunir financiación. Jared Leto admitió más tarde que recibió el guion, pero jamás lo leyó.
A fines de los años noventa, Marc Forster fue tentado para dirigir el film, que tendría a Brad Pitt como Woodroof. Posteriormente, en 2008, el director Craig Gillespie y el actor Ryan Gosling estuvieron en negociaciones con los productores hasta que Jean-Marc Vallée y Matthew McConaughey fueron contratados. La hermana de Woodroof, supuestamente, estaba de acuerdo con que McConaughey interpretara a Ron. Al inicio del proyecto, ella estaba preocupada por los actores que protagonizarían la cinta, específicamente por la apariencia de Pitt y la personalidad de Gosling. En noviembre de 2012, se anunció que Bradford Cox haría su debut cinematográfico al encarnar al amante de Leto en la película.
Leto perdió más de 14 kg (31 lb) para actuar en la película y confesó haber dejado de comer para conseguir su objetivo más rápido. Su peso mínimo llegó a ser de 52 kg (114 lb). McConaughey, en tanto, bajó 23 kg (51 lb) para interpretar a Woodroof.
El rodaje tuvo lugar en Nueva Orleans, Luisiana, a mediados de 2012, después de un retraso considerable que preocupó a los productores y al reparto. Jennifer Garner aseguró que la grabación duró veinticinco días. Por su parte, McConaughey confesó haber experimentado una nueva forma de hacer cine: sin reflectores, con una sola cámara y tomas de quince minutos de duración. La mitad de las tomas fueron iluminadas con luz artificial y la otra mitad no. Vallée dijo: «Entonces tuve la oportunidad perfecta para intentar rodar una película sin iluminación artificial usando la cámara digital Alexa. Como la RED, la Alexa ofrece un amplio espectro de colores y sombras incluso en las condiciones más oscuras de iluminación natural. Sentí que era el enfoque correcto para este proyecto. El aspecto y la sensación sugería que estábamos capturando la realidad; aunque Dallas Buyers Club no fuese un documental en contenido o estructura, pudo tener esa cualidad sutil. Rodamos la película manualmente al 100% con dos objetivos, uno de 35 milímetros y otro de 50. Estos se acercan a los actores y no sesgan las imágenes. Yves Belanger [el director de fotografía] ajustó cada toma a 400 o 1600 ASA (sensibilidad a la luz) mostrando diferentes balances de color».